# Chinamiris marmoratus
Chinamiris marmoratus är en insektsart som beskrevs av Alan C. Eyles och Carvalho 1991. Chinamiris marmoratus ingår i släktet Chinamiris och familjen ängsskinnbaggar. Inga underarter finns listade i Catalogue of Life.